# John Money
John William Money (8. juli 1921 i New Zealand – 7. juli 2006), Ph.d., var professor, professor emeritus i pædiatri og professor emeritus i klinisk psykologi ved Johns Hopkins University. Han havde en lang karriere som psykolog og studier af human sexologi bag sig.
Han specialiserede sig i seksuel identitet, kønsidentitet og kønsroller. 

## Udvalgte bøger
- John Money, Sexual Signatures (1975)
- John Money, Love and Love Sickness: the Science of Sex, Gender Difference and Pair-bonding (1980)
- John Money, The Destroying Angel: Sex, Fitness and Food in the Legacy of Degeneracy Theory, Graham Crackers, Kellog's Corn Flakes, and American Health History (1985)
- James J. Krivacska and John Money (editors), The Handbook of Forensic Sexology: Biomedical & Criminological Perspectives (1994)